# Dave Wolverton
John David Wolverton (Springfield, 28 de mayo de 1957 - St. George, 14 de enero de 2022), más conocido por sus seudónimos Dave Wolverton y David Farland, fue un autor, editor y profesor estadounidense. Escribió en varios géneros, pero fue más conocido por sus obras de ciencia ficción y fantasía. Los libros de su serie Runelords llegaron a la lista de los más vendidos del New York Times.

## Biografía
Wolverton nació el 28 de mayo de 1957, en Springfield, Oregón; siendo hijo de Jack y Lola Jean Wolverton. Su familia se mudó a una granja en Monroe, Oregón cuando tenía seis años, donde creció y se graduó de Monroe High School. Después de graduarse, sirvió como voluntario en una misión en Illinois para la Iglesia de Jesucristo de los Santos de los Últimos Días. Posteriormente, asistió a Ricks College antes de transferirse a la Universidad Brigham Young. Allí conoció a su esposa, Mary, y se casaron en el Templo de Provo en Utah el 22 de junio de 1985. Él y su esposa tenían dos hijas y tres hijos.
Comenzó a escribir en 1985 durante la universidad,  publicando el cuento "The Sky Is an Open Highway" en la edición de otoño de 1985 de The Leading Edge. Después de eso, ingresó cuentos en varios concursos, y finalmente ganó el primer lugar en el concurso de Writers of the Future de 1987 con la novela "On My Way to Paradise". La historia se amplió en la novela del mismo nombre, publicada en 1989 a través de Bantam Spectra. La novela fue nominada a múltiples premios, incluido el premio Philip K. Dick a la "Mejor novela en idioma inglés".
Se convirtió en juez del concurso Writers of the Future en 1991 y era el juez coordinador y editor en el momento de su muerte. Después de coeditar el volumen 8 con Algis Budrys en 1992, se hizo cargo de la edición de la antología anual desde el volumen 9 hasta el volumen 14 antes de devolverle el papel a Algis Budrys. Wolverton nuevamente se hizo cargo de editar la antología de K. D. Wentworth, comenzando con el volumen 29 y continuando hasta el volumen 37.
Su novela histórica, In the Company of Angels, ganó el Premio Whitney 2009 a la mejor novela del año, y fue finalista en la categoría de mejor novela histórica.   Wolverton también recibió un premio por logros sobresalientes en los Whitneys de 2009. En 2012, su thriller de fantasía para adultos jóvenes Nightingale ganó el Premio Internacional del Libro a la mejor novela para adultos jóvenes del año,  el Gran Premio en el Festival del Libro de Hollywood, y el Festival del Libro del Sur de California a la Mejor Novela para Adultos Jóvenes; también fue finalista en los Global Ebook Awards. Ha sido nominado a otros premios, incluido el Premio Nebula en la categoría de Mejor novela corta por su cuento "After a Lean Winter".
En el verano de 1998, rompió el récord mundial de la mayor firma de libros de un solo autor que logró con A Very Strange Trip, un libro que escribió basado en una historia de L. Ronald Hubbard. Escribió bajo su propio nombre al comienzo de su carrera, cambiando al seudónimo de David Farland a mediados de la década de 1990 con el lanzamiento del primer libro de Runelords.
Wolverton trabajó como profesor de inglés de escritura creativa en la Universidad Brigham Young de 1999 a 2002, y realizó talleres de escritura para escritores aspirantes y establecidos. La clase de escritura creativa que enseñó en BYU fue asumida por uno de sus antiguos alumnos, Brandon Sanderson. Enseñó a otros escritores como Brandon Mull, Jessica Day George, Eric Flint, Stephenie Meyer, James Dashner, entre otros.
Trabajó en la industria del juego y guiones de luz verde en Hollywood. En 1998, Wolverton comenzó a trabajar a tiempo parcial en Saffire Studios, ayudando a crear videojuegos. Fue el responsable del concepto de "lurkers" en el conocido juego de RTS (estrategia en tiempo real) StarCraft: Brood War. En 2002, comenzó a trabajar como productor de cine y también dio luz verde a películas.   Estaba trabajando en una adaptación cinematográfica de su serie Runelords. En 1987 ganó el concurso Writers of the Future. Ha sido nominado para un premio Nebula y un premio Hugo.
El 13 de enero de 2022, Wolverton sufrió una caída que le provocó una lesión grave en la cabeza y un derrame cerebral hemorrágico. Estuvo con soporte vital hasta que murió en la madrugada del 14 de enero a la edad de 64 años en St. George, Utah donde residía junto con su esposa.
Fue enterrado en el cementerio de Tonaquint en St. George. En el momento de su muerte, se sabía que estaba trabajando en tres libros: una reescritura de Nightingale de 2012, Runelords: Tale of Tales y un cuarto libro de su serie Ravenspell titulado SWARM.

## Premios seleccionados
| Año  | Organización                                                             | Título del premio, Categoría                      | Obra                     | Resultado | Referencias |
| ---- | ------------------------------------------------------------------------ | ------------------------------------------------- | ------------------------ | --------- | ----------- |
| 1987 | Writers of the Future                                                    | Fourth Quarter First Place                        | "On My Way to Paradise"  | Ganador   | [ 7 ]       |
| 1987 | Writers of the Future                                                    | Golden Pen Award                                  | "On My Way to Paradise"  | Ganador   | [ 7 ]       |
| 1990 | Locus                                                                    | Premio Locus a la mejor primera novela            | "On My Way to Paradise"  | Nominado  | [ 8 ]       |
| 1990 | Locus                                                                    | Premio Locus a la mejor novela de ciencia ficción | "On My Way to Paradise"  | Nominado  | [ 8 ]       |
| 1990 | Sociedad de ciencia ficción de Filadelfia                                | Premio Philip K. Dick                             | "On My Way to Paradise"  | Nominado  | [ 9 ]       |
| 1997 | Locus                                                                    | Premio Locus al mejor relato                      | "After a Lean Winter"    | Nominado  | [ 10 ]      |
| 1997 | Asociación de escritores de ciencia ficción y fantasía de Estados Unidos | Premio Nébula al mejor relato                     | "After a Lean Winter"    | Nominado  | [ 11 ]      |
| 2005 | Asociación Mormona de Letras                                             | Premio AML de literatura para adultos jóvenes     | Of Mice and Magic        | Nominado  | [ 12 ]      |
| 2008 | LDS Storymakers                                                          | Premio Whitney a la mejor ficción especulativa    | The Wyrmling Horde       | Nominado  | [ 13 ]      |
| 2009 | LDS Storymakers                                                          | Premio Whitney a la mejor ficción histórica       | In the Company of Angels | Nominado  | [ 14 ]      |
| 2009 | LDS Storymakers                                                          | Premio Whitney a la mejor novela del año          | In the Company of Angels | Ganador   | [ 14 ]      |
| 2009 | LDS Storymakers                                                          | Premio Whitney al logro excepcional               | –                        | Ganador   | [ 14 ]      |